# Robert Lisjak
Robert Lisjak (Koprivnica, 5. veljače 1978.) bivši je hrvatski nogometaš.
Karijeru je započeo u Slaven Belupu, a od 2007. brani za Istru 1961. Dobrim igrama za pulskog prvoligaša privukao je pažnju Rijeke, koja ga potom dovodi u svoje redove. 

## Vanjske poveznice
- HNL statistika
- Profil na stranici HNK Rijeka  Arhivirana inačica izvorne stranice od 16. listopada 2012. (Wayback Machine)